# Himne d'Aragó
L'Himne d'Aragó és per la llei 3/1989 de 21 d'abril (BOA 05/05/1989) un dels símbols identificadors de la Comunitat Autònoma d'Aragó.
La música és del compositor aragonès Antón García Abril i recupera la més antiga tradició musical aragonesa amb elements musicals de profund arrelam popular dins d'una concepció nova i moderna que li confereix un caràcter viu i de plena actualitat.
La lletra fou elaborada pels poetes aragonesos Ildefonso Manuel Gil, Ánger Guinda, Rosendo Tello i Manuel Vilas i destaca dins de la temàtica poètica, valors com la llibertat, justícia, raó, veritat, terra oberta... que històricament representen l'expressió d'Aragó com a poble.

L'article 2 de la citada llei diu així:
| « | l'himne d'Aragó haurà de ser interpretat en aquells actes oficials de caràcter públic i especial significació organitzats per la Comunitat Autònoma i per les entitats locals aragoneses. | » |

Una disposició transitòria continguda en aquesta mateixa llei afegia que l'himne podria ésser també interpretat amb lletra en qualsevol de les altres modalitats lingüístiques d'Aragó.
El dia 22 d'abril de 1989 al Pati de Santa Isabel del palau de l'Aljaferia es realitzava la primera interpretació de l'himne d'Aragó.